# Nina Hartmann

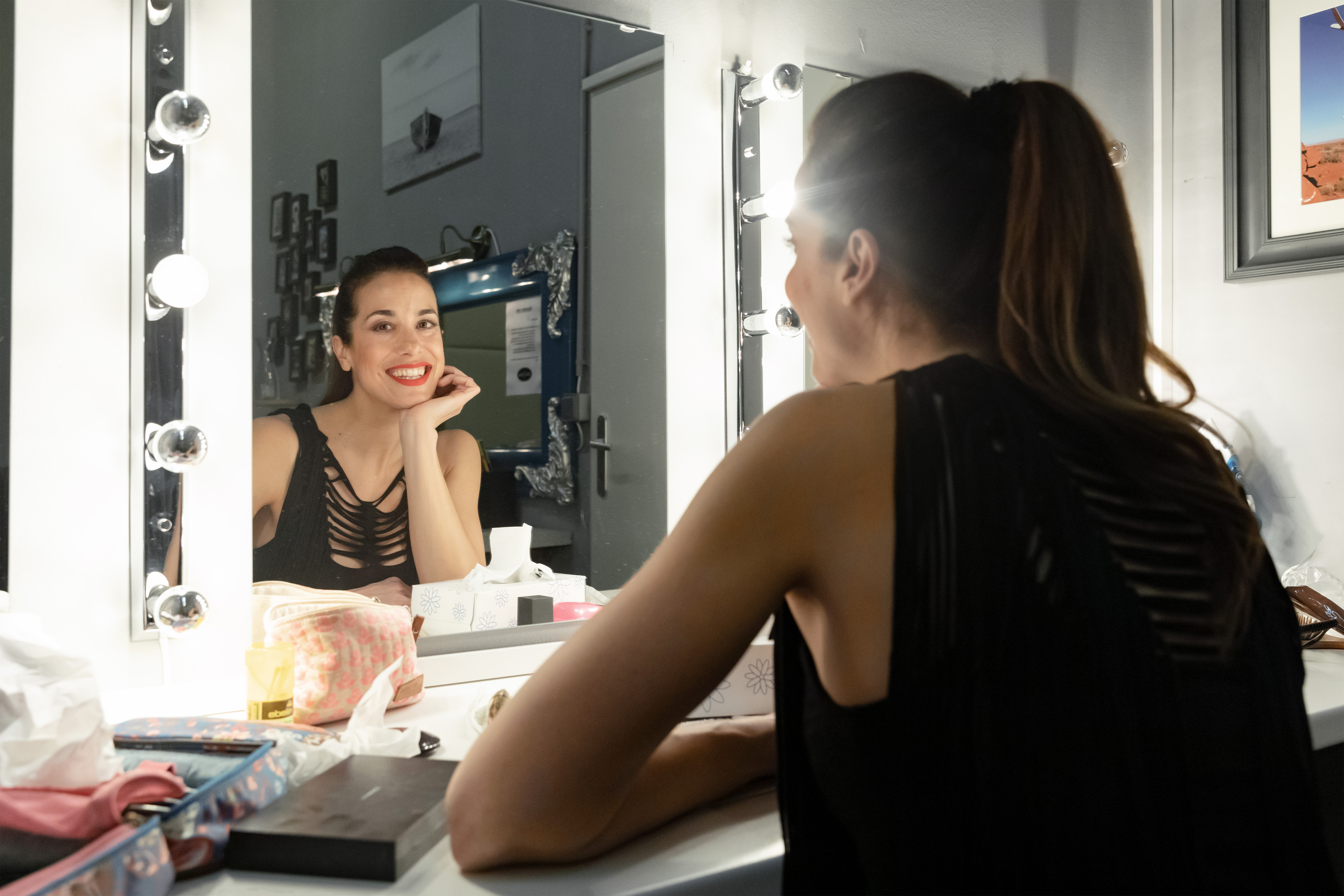
Nina Hartmann (2022)

Nina Hartmann (* 27. November 1981 in Rum, Tirol) ist eine österreichische Schauspielerin, Kabarettistin, Filmproduzentin und ehemaliges Model.

## Leben

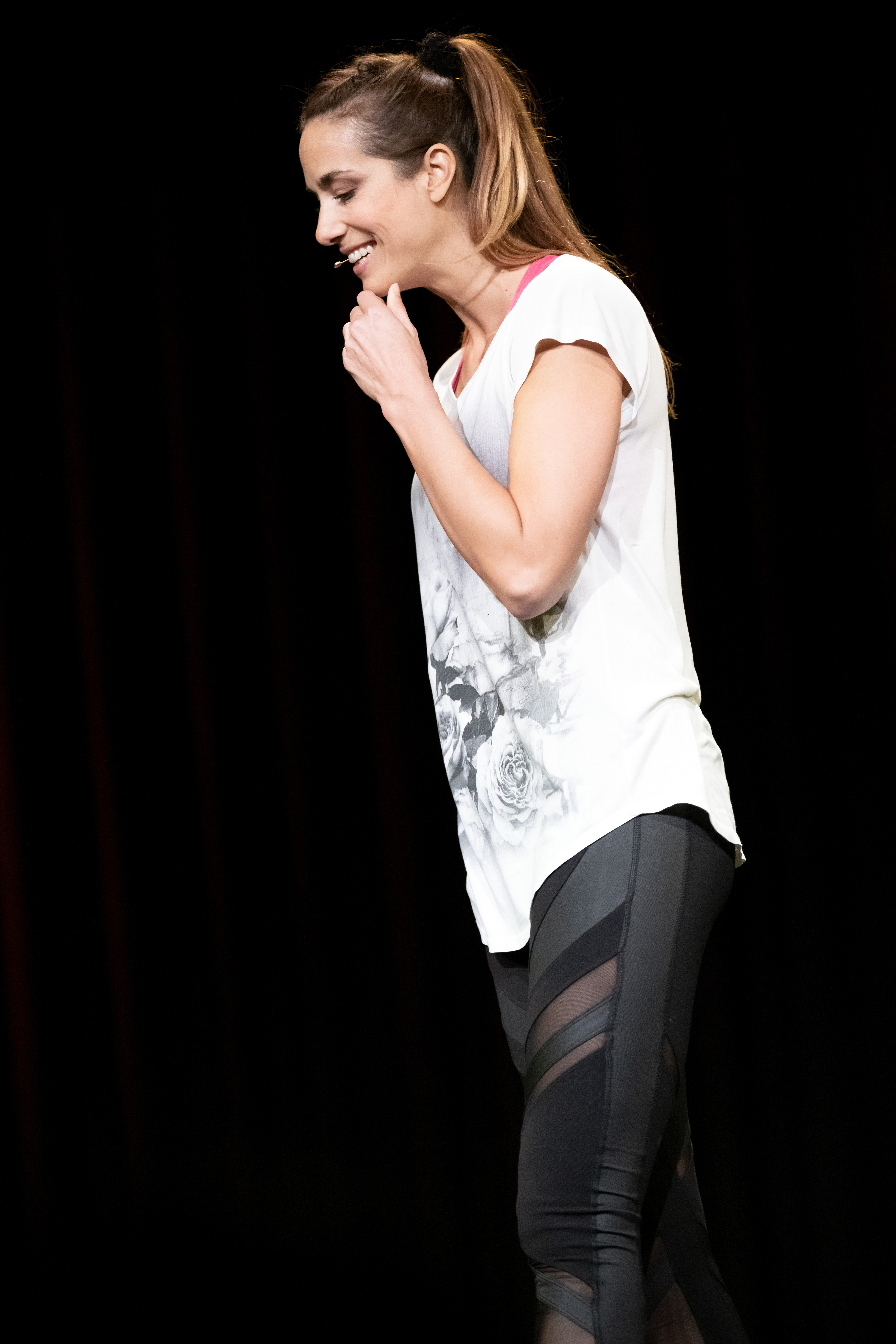
Nina Hartmann in Laut (2018)

Nach dem Schulbesuch in Telfs (Matura 2000), neben dem sie eine Ausbildung in Jazz Dance und Modern Dance absolvierte, bereits in Musicalproduktionen mitwirkte und als Model zu arbeiten begann, besuchte Hartmann unter anderem für ein Jahr das Konservatorium Wien und absolvierte 2007 die paritätische Bühnenreifeprüfung.
Erste Theatererfahrung sammelte sie als Regieassistentin am Stadttheater Innsbruck (2001–2002) und als Komparsin in Der Bauer als Millionär am Wiener Volkstheater (2003–2004). Es folgten Engagements bei den Schlossspielen Kobersdorf (Der böse Geist Lumpazivagabundus, 2004) und am Theater in der Josefstadt (Mein Nestroy, 2006–2007).
Ab 2004 war Hartmann in mehreren Fernsehreihen, darunter Tatort (2005), Kupetzky (2005), Polly Adler (2005, 2007) SOKO Kitzbühel (2006, 2008) und Ihr Auftrag, Pater Castell (2010), zu sehen. Im Kinofilm Falco – Verdammt, wir leben noch! (2008) spielte sie eine Nebenrolle. Einer breiteren Öffentlichkeit wurde sie in Österreich als Karin in der sechsteiligen Fernsehreihe EX – eine romantische Komödie (2008) an der Seite von Michael Niavarani bekannt, mit dem sie von 2008 bis 2012 liiert war.
Am 12. Mai 2010 feierte die 1,83 m große Hartmann im Simpl in Wien die Premiere ihres Soloprogramms Gib dem Model Zucker – Ein Abend ohne Retusche, in dem sie kabarettistisch mit dem Modelbusiness abrechnet und Erlebnisse aus ihrer Zeit als Model Revue passieren lässt.
Im Rahmen der niederösterreichischen Sommer-Theaterfestspiele (Theaterfest Niederösterreich) stand sie 2012 am Stadttheater Berndorf in Ein ungleiches Paar, einer Adaption von Neil Simons Ein seltsames Paar, auf der Bühne. Während sie als Olive die Rolle des im Film von Walter Matthau dargestellten Oscar übernahm, spielte Elke Winkens Florence, im Film der von Jack Lemmon verkörperte Felix. Anfang 2013 stellte sie ihr zweites Solo-Kabarettprogramm Brasil vor, das auch unter anderem im Fernsehen im Rahmen der Hyundai Kabarett-Tage zu sehen war, und im April 2015 folgte die Premiere des Zweipersonenstücks Match Me If You Can, das sie zusammen mit Gregor Barcal schrieb und mit O. Lendl spielt. 2016 präsentierte sie im Februar mit der Premiere im Wiener Orpheum ihr drittes Solo-Kabarettprogramm Schön, dass es mich gibt und nahm an der 10. Staffel der ORF-Tanzshow Dancing Stars teil. Erneut im Orpheum feierte sie im Oktober 2018 die Premiere des vierten Programms Laut.
Im Sommer 2022 kam der erste von ihr produzierte Spielfilm Match Me If You Can, für den sie auch das Drehbuch schrieb, die Regie führte und die Hauptrolle spielte, in die österreichischen Freiluftkinos.

## Kabarett
- Gib dem Model Zucker – Ein Abend ohne Retusche, 2010, Soloprogramm
- Brasil, 2013, Soloprogramm
- Schön, dass es mich gibt, 2016, Soloprogramm
- Laut, 2018, Soloprogramm
- Endlich Hausfrau, 2022, Soloprogramm

## Theater

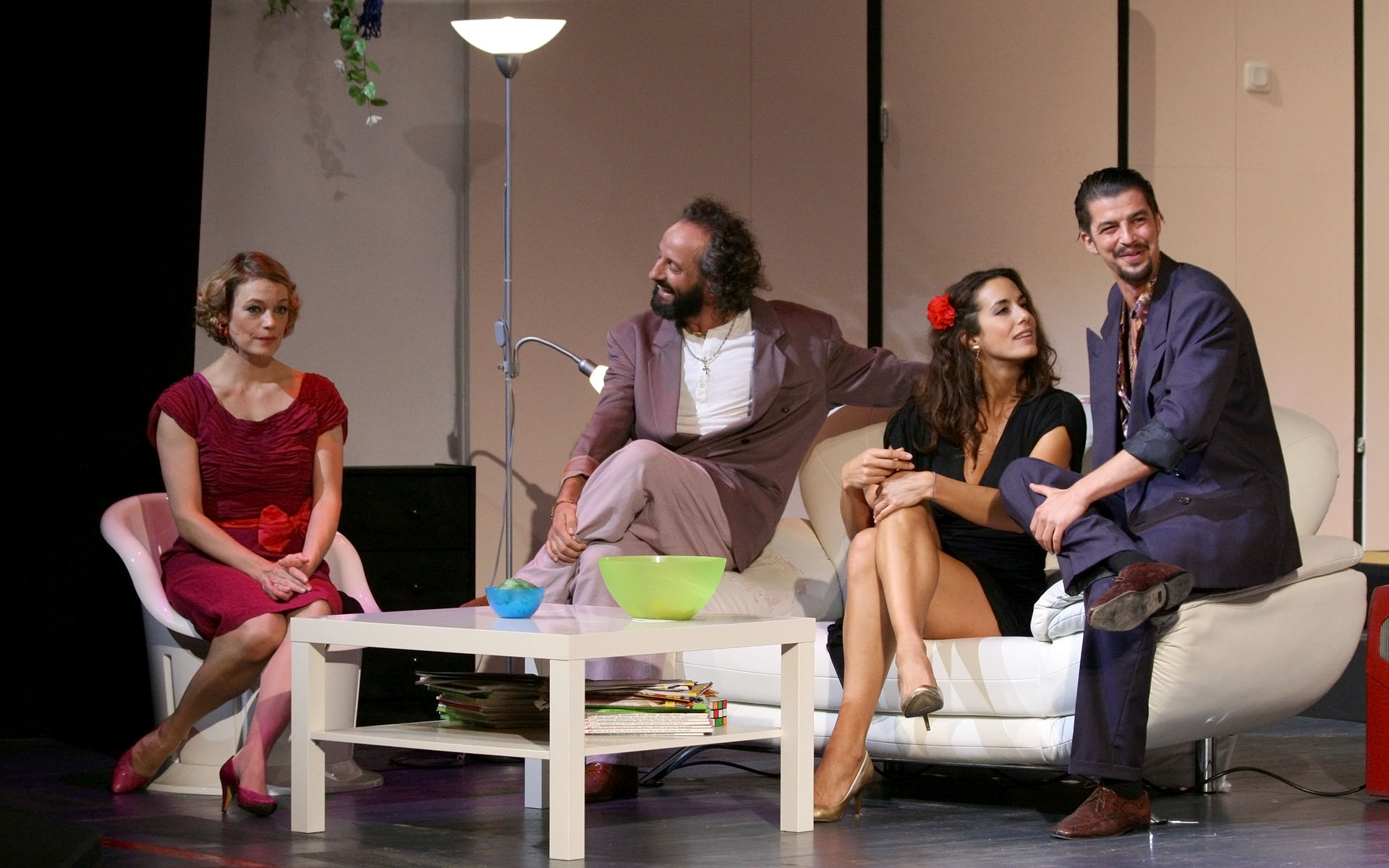
Nina Hartmann in Ein ungleiches Paar (2012)

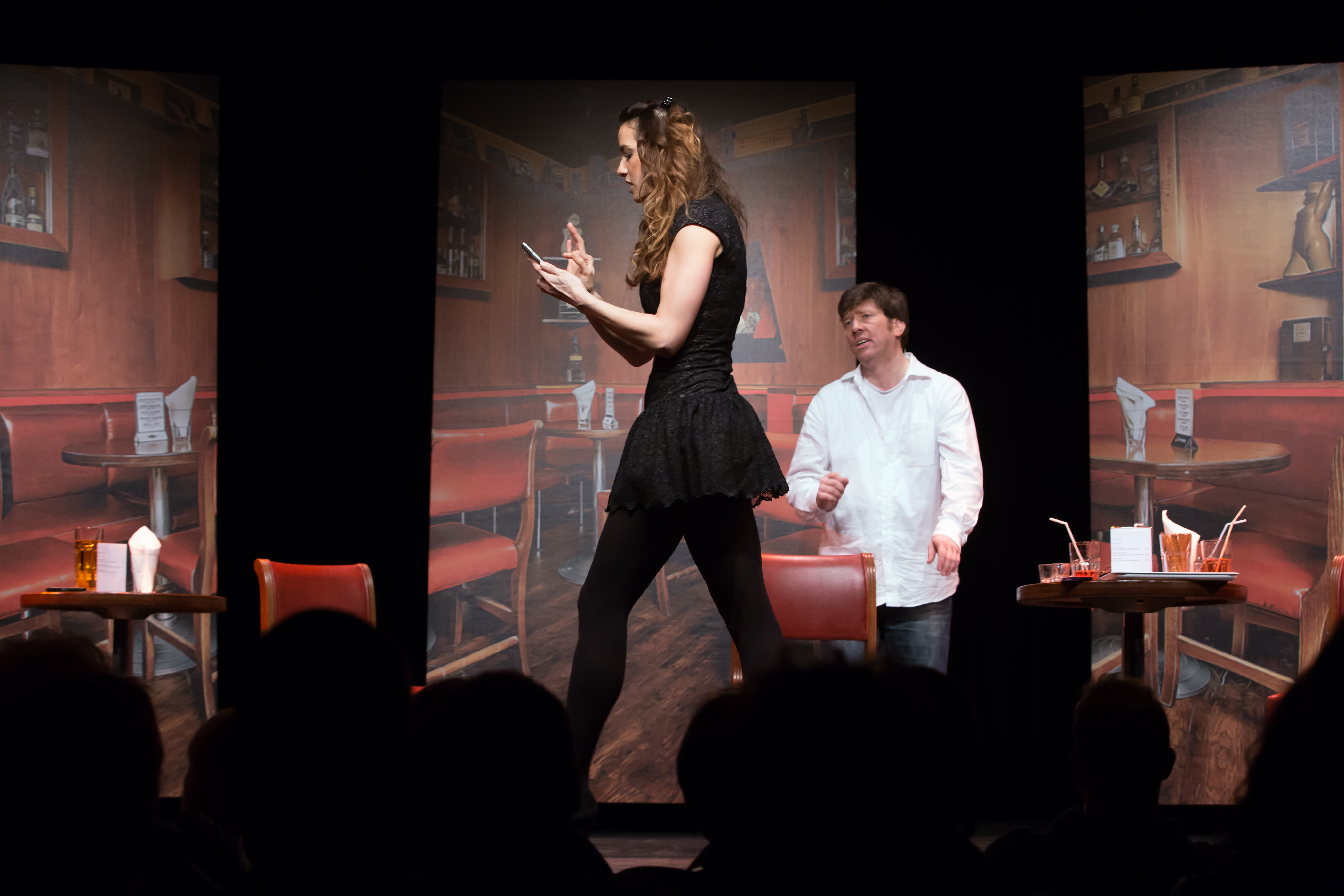
Match Me If You Can mit O. Lendl (2015)

- Mein Nestroy (Peter Turrini), 2006–2007, Rolle der Tiroler Athletin, Theater in der Josefstadt
- Der böse Geist Lumpazivagabundus (Johann Nestroy), 2004, Rolle der Aurelia, Schlossspiele Kobersdorf
- Ein ungleiches Paar (Adaption von Neil Simons Ein seltsames Paar), 2012, Rolle der Olive, Theaterfest Niederösterreich/Stadttheater Berndorf
- Match Me If You Can (Buch: Nina Hartmann und Gregor Barcal), 2015, mit O. Lendl, Wiener Metropol

## Film und Fernsehen (Auswahl)
- 2005: Tatort – Der Teufel vom Berg
- 2005: Kupetzky – Kupetzkys letzte Schicht
- 2005: Polly Adler – Eine Frau sieht rosa
- 2006: SOKO Kitzbühel – Feuernacht
- 2008: Falco – Verdammt, wir leben noch!
- 2008: Ex – Eine romantische Komödie (4 Folgen)
- 2009: SOKO Kitzbühel – Tödliche Hostie
- 2010: Ihr Auftrag, Pater Castell (2 Folgen)
- 2010: Die Akte Golgatha
- 2012: Die Garmisch-Cops (2 Folgen)
- 2013: Utta Danella – Sturm am Ehehimmel
- 2013: Zersplitterte Nacht – 9. November 1938, als die Nacht am kältesten war …
- 2015: Mission: Impossible – Rogue Nation
- 2019: Berggespräche
- 2022: Match Me If You Can